# Ewangelia Dzieciństwa Łacińska
Ewangelia Dzieciństwa Łacińska (EwDzŁac) lub „Księga o narodzeniu Zbawiciela, i o Maryi, i o położnej” – apokryf Nowego Testamentu, należący do gatunku Ewangelii dzieciństwa. Utwór powstał prawdopodobnie w czasach karolińskich.
Składa się ona z czterech części:
1. Łacińskiej parafrazy Protoewangelii Jakuba.
2. Utworu bliskiego Ewangelii Pseudo-Mateusza.
3. Rozdziałów stanowiących kompilację tekstów ewangelicznych.
4. Utworu niezależnego od innych apokryficznych Ewangelii dzieciństwa. Jej treścią jest: podróż do Betlejem, epizod z akuszerką, epizod z pasterzami i epizod z Magami. Autor tekstu nie zna ProtEwJk.

Anonimowy utwór został włączony do równie anonimowej Ewangelii dzieciństwa w czasach karolińskich, sam utwór jest jednak starszy. Prawdopodobnie jego dotyczy wzmianka w Dekrecie Ps. Gelazjańskim (V/VI w): „Księga o narodzeniu Zbawiciela, i o Maryi, i o położnej” i nie można wykluczyć, że pochodzi on z pierwszych wieków, być może z kręgów judeochrześcijańskich. Jest w nim bardzo silnie podkreślona rola św. Józefa, rys rzadki w apokryfach, natomiast autor niewiele miejsca poświęcił Marii. Ewangelia ta została wydana przez M. R. Jamesa w 1927.